# Silvana sin lana
Silvana sin lana es una telenovela estadounidense producida por Telemundo Studios para Telemundo, adaptada por Sandra Velasco. Es una adaptación de la telenovela chilena Pituca sin lucas producida en 2014, historia original de Rodrigo Bastidas y Elena Muñoz. 
Está protagonizada por Maritza Rodríguez y Carlos Ponce, y con la participación antagónica de Marimar Vega; además de la actuación estelar de Adriana Barraza.

## Sinopsis
Silvana "Chivis" es una mujer de alta sociedad que pierde todos sus bienes cuando su marido, un estafador quien está a punto de ser arrestado, se da a la fuga, dejándola a ella y a sus hijas solas sin darles explicación alguna. Chivis se percata de que la vida puede cambiar en un abrir y cerrar de ojos, teniéndose que mudar a una casa dúplex en Hialeah, donde, en un azar del destino, conoce a Manuel. Al principio se odian por haber tenido un percance con sus automóviles. Manuel se entera de que la nueva vecina que acaba de mudarse a lado de él es, nada más y nada menos, esa mujer que, desde el primer instante, le robó el suspiro e intentará conquistarla a pesar de que es novio de Stella, una mujer sensual, celosa y cizañosa. Chivis, Trini (su madre) y sus hijas tendrán que aprender que lo importante de esta vida no es lo material, sino el amor y la unión.

## Reparto
- Maritza Rodríguez - Silvana Rivapalacios Altamirano de Villaseñor, "Chivis"
- Carlos Ponce - Manuel Gallardo, "el Tiburón"
- Marimar Vega - Stella Xóchitl Pérez, "la Mojarrita"
- Adriana Barraza - Trinidad Altamirano Vda. de Rivapalacios, "Trini"
- Marcela Guirado - María José Villaseñor Rivapalacios,  "Majo"
- Ricardo Abarca - Vicente Gallardo "Chente"
- Thali García - María de los Ángeles Villaseñor Rivapalacios,  "Angie"
- Patricio Gallardo - Jorge Gallardo
- Alexandra Pomales - Lucía Gallardo, "Lucha"
- Vince Miranda - Andrés Montenegro del Valle
- Briggitte Bozzo - María Guadalupe Villaseñor Rivapalacios,  "Lupita"
- Santiago Torres - Pedro Gallardo, "Pedrito"
- Roberto Escobar - Antonio José Villaseñor / Ricardo Meléndez
- Samantha Dagnino - Margarita Hernández De Mendoza
- Javier Valcárcel - Domingo Gómez Urrutia, "Dominique"
- Raury Rolander - Alfonso Archundia, "Poncho"
- Eduardo Ibarrola - Benito De Mendoza "Don Benito"
- Carl Mergenthaler - Rafael Linares
- Gabriel Tarantini - Benjamín González, "Benji"
- Andrés Cotrino - Juan Boneta, "Juanito"
- Aniluli Muñeca - Jennifer Godínez
- Anastasia Mazzone - Catalina Hernández Pons, "Cata"
- Francisco Medina - Mauricio Jiménez,  "Mauro"
- Flor Núñez - Sara de Carmen Rodríguez
- Jairo Calero - Padre Sánchez
- Ana Carolina Grajales - Alejandra
- Estefany Oliveira - Génesis Paz
- Yul Bürkle - Esteban, "Steve"
- Cristal Avilera - Cristina Ferreti
- Martha Pabón - Laura Del Valle de Montenegro
- Denisse Novell - la Fashionista

## Premios y nominaciones

### Premios Tu Mundo 2017
| Categoría                             | Nominado (a)                     | Resultado |
| ------------------------------------- | -------------------------------- | --------- |
| Mejor serie                           | Silvana sin lana                 | Nominada  |
| Protagonista favorita                 | Maritza Rodríguez                | Nominada  |
| Protagonista favorito                 | Carlos Ponce                     | Nominado  |
| Protagonista favorito con mala suerte | Carlos Ponce                     | Nominado  |
| Actriz favorita                       | Adriana Barraza                  | Nominada  |
| Actor favorito                        | Ricardo Abarca                   | Nominado  |
| La mala más buena                     | Marimar Vega                     | Nominada  |
| La pareja perfecta                    | Maritza Rodríguez y Carlos Ponce | Nominados |

## Temas musicales
- Enciendeme - Carlos Ponce
- Que bonito es lo bonito - Carlos Ponce ft. gran parte del elenco de Silvana sin lana

## Versiones
- Silvana sin lana es una adaptación de Pituca sin lucas, telenovela chilena de 2014; producción de Mega, protagonizada por Álvaro Rudolphy y Paola Volpato.